# Torchlight
A Torchlight egy akció-szerepjáték, amelyet a Runic Games fejlesztett és a Perfect World adott ki 2009 októberében, elsőként Windows operációs rendszerre, letölthető formában. Fizikai formában az Encore, Inc adta ki az Egyesült Államokban 2010 januárjában, Európában pedig a JoWooD Entertainment 2010 áprilisában. A játék Mac OS X változatát a World Domination Industries készítette el és 2010. május 12-én vált elérhetővé Steamen. Ezt követően a Runic Games és World Domination Industries Xbox Live Arcade rendszerekre portolta a játékot, ami végül 2011. március 9-én került fel az XBLA piacterére. A Torchlight bekerült a 2012 szeptember 18-án indult hatodik Humble Indie Bundle csomagba, a Linux változat ennek köszönhetően vált elérhetővé.
A játék fejlesztését Travis Baldree, a Fate című videójáték tervezője vezette, akihez Max és Erich Schaefer, a Diablo és Diablo II tervezői, valamint a korábban Baldreevel a Mythos című játékon dolgozó csapat is csatlakozott. A játék folytatása, a Torchlight II 2012 szeptemberében jelent meg.

## Karakterosztályok
A játékban fellelhető karakterosztályok nagyon hasonlítanak a fantasy és a Diablo világ sablon kasztjaihoz, de mivel csak 3 osztály van ezek keverednek egymással. 
- Pusztító/Destroyer – közelharcos – Közelharcban járatos, aki ősei erejét használja fel a küzdelmekhez.
- Alkimista/Alchemist – varázslóféle – A varázserejét felhasználva messziről támad és saját teremtményeket idéz, melyek segítik a harcban.
- Bajnok/Vanquisher – lőfegyveres – Kiváló lövész, aki csapdákkal gyengíti le ellenfeleit.